# 屈庆麟
屈庆麟（1950年—），陕西商县人，汉族，中华人民共和国政治人物、第十二届全国人民代表大会贵州地区代表。
毕业于重庆建筑工程学院建筑经济与管理专业。加入中国共产党。担任贵州开磷有限责任公司董事长、总经理。2008年起担任全国人大代表。2013年，担任全国人大代表。